# Delta (Louisiana)
Delta és una població dels Estats Units a l'estat de Louisiana. Segons el cens del 2000 tenia 239 habitants.

## Demografia
Segons el cens del 2000, Delta tenia 239 habitants, 101 habitatges, i 62 famílies. La densitat de població era de 31 habitants/km².
Dels 101 habitatges en un 32,7% hi vivien nens de menys de 18 anys, en un 51,5% hi vivien parelles casades, en un 8,9% dones solteres, i en un 38,6% no eren unitats familiars. En el 33,7% dels habitatges hi vivien persones soles el 12,9% de les quals corresponia a persones de 65 anys o més que vivien soles. El nombre mitjà de persones vivint en cada habitatge era de 2,37 i el nombre mitjà de persones que vivien en cada família era de 3.
Per edats la població es repartia de la següent manera: un 25,9% tenia menys de 18 anys, un 12,6% entre 18 i 24, un 28% entre 25 i 44, un 22,2% de 45 a 60 i un 11,3% 65 anys o més.
L'edat mediana era de 34 anys. Per cada 100 dones de 18 o més anys hi havia 86,3 homes.
La renda mediana per habitatge era de 29.750 $ i la renda mediana per família de 33.214 $. Els homes tenien una renda mediana de 37.708 $ mentre que les dones 18.929 $. La renda per capita de la població era de 15.346 $. Entorn del 9,6% de les famílies i el 12,5% de la població estaven per davall del llindar de pobresa.

## Poblacions més properes
El següent diagrama mostra les poblacions més properes.